# José Leite Pereira
José Joaquim dos Reis Leite Pereira (m. Abril de 2022) foi um professor e economista português.

## Biografia
Concluiu uma licenciatura em Economia pelo Instituto Superior de Ciências Económicas e Financeiras.
Ocupou vários cargos importantes no contexto da economia do Algarve, como técnico-coordenador da Direção Regional de Faro do Instituto de Financiamento e Apoio ao Desenvolvimento da Agricultura e Pescas, director regional do Instituto Nacional de Estatística, e director regional de Economia. Em Agosto de 2009, foi um dos oradores numa conferência sobre os temas da construção e do imobiliário, organizada pela Associação dos Profissionais e Empresas de Mediação Imobiliária de Portugal durante a FATACIL, em Lagoa, e em Julho de 2010 participou na sessão de abertura do seminário Como financiar a minha empresa?, promovido pela Câmara Municipal de Loulé. Fez parte de um grupo de seis economistas que elaboraram o tratado Linhas Orientadoras para um Modelo Económico Regional do Algarve, documento apresentado em Maio de 2015 em Faro pela Delegação Regional do Algarve da Ordem dos Economistas, e onde foram apresentadas várias propostas para o desenvolvimento do turismo e da agricultura, entre outras áreas. Em Outubro desse ano, participou na conferência A Europa e o Mar, organizada pela Universidade do Algarve, o Gabinete de Informação do Parlamento Europeu em Portugal e a Comissão de Coordenação e Desenvolvimento Regional do Algarve. Em Dezembro de 2018, fez parte do júri para a primeira edição do Prémio Carreira da Ordem dos Economistas - Delegação Regional do Algarve.
Em Setembro de 2011, o governo iniciou o processo para a extinção de várias direcções regionais, incluindo a da economia do Algarve, tendo nessa altura José Leite Pereira comentado ao Postal do Algarve que a maior parte das funções das antigas direcções seriam assumidas pela Comissão de Coordenação e Desenvolvimento Regional do Algarve, uma vez que «a extinção pura e simples é muito radical sem que se registe transferência de competências».
Integrou-se na Universidade do Algarve em 1983, como assistente convidado, e em 1990 ascendeu a professor auxiliar convidado da Faculdade de Economia, tendo continuado a ensinar no curso de Economia mesmo após a sua passagem à reforma.
Faleceu em Abril de 2022, aos 73 anos de idade. Na sequência da sua morte, a Universidade do Algarve decretou três dias de luto académico, e emitiu uma nota de pesar, onde realçou a sua carreira naquela instituição. Também a Ordem dos Economistas publicou uma nota de pesar, que destacou a sua carreira profissional e docente no Algarve.